# 마리오 차닌

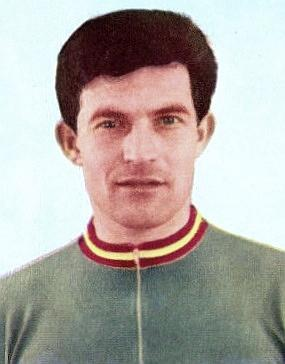

마리오 자닌(이탈리아어: Mario Zanin, 1940년 7월 3일 ~ )은 이탈리아의 전직 사이클 선수로 1964년 올림픽 개인 도로에서 금메달을 땄다. 자닌은 1966년에 프로로 전향했다. 그는 1968년에 은퇴했다.